# Ark (software)
Ark é um software livre criado pela KDE para gerenciar arquivos incluindo compactação. Trabalha com os formatos tar, gzip, bzip2, zip, rar e lha.

## Recursos
- Ark não entende os formatos dos arquivos, ele grencia as linhas de comandos para que o sistema operacional possa executar as tarefas. Trabalha com diversos formatos de arquivos incluindo 7z, tar, rar, zip, gzip, bzip2, lha, zoo, e ar.
- Ark trabalha de forma integrada com o navegador de arquivos Konqueror, usando a tecnologia  KPart, se o pluging apropriado do kdeaddons estiver instalado.
- Archives trabalha com o sistema drag and drop.